# Ubuntu GNOME
Ubuntu GNOME est un système d'exploitation libre de type GNU/Linux. C'est un projet visant à utiliser l'environnement graphique GNOME Shell à la place de Unity au sein d'Ubuntu. La première version officielle, était Ubuntu GNOME 13.04 Raring Ringtail le 25 avril 2013. En avril 2017, Mark Shuttleworth a annoncé que la distribution officielle d'Ubuntu abandonnera son projet Unity et utilisera par défaut GNOME Shell dès la version 17.10. Ainsi, la variante Ubuntu GNOME ne sera plus proposée de manière distincte dès avril 2018.

## Nom
Contrairement aux autres distributions telles que Kubuntu, Xubuntu et Lubuntu, la communauté a écarté la possibilité d'utiliser le terme Gubuntu car certains utilisateurs auraient pu la confondre avec Goobuntu, la distribution interne de Google.

## Historique
La controverse entourant la nouvelle expérience utilisateur du Shell de la version 3 de GNOME crée une polémique au sein de la communauté du libre. La variante officielle d'Ubuntu décide de développer son propre Shell, Unity, alors que Linux Mint lance le développement de Cinnamon. Les trois Shell offrant une expérience utilisateur distincte, un besoin de la communauté émerge, celle de développer une variante Ubuntu offrant une pure expérience GNOME. Le 25 avril 2013, Ubuntu GNOME devient l'une des huit variantes officielles d'Ubuntu.
Lors de la mise en ligne de la version 13.10, Ubuntu GNOME devient la troisième distribution la plus populaire sur Distrowatch démontrant un réel intérêt de la communauté. L'édition 14.04 a été la première version LTS de cette variante. 
La version 17.04 Zesty Zapus sera la première à intégrer la version la plus récente de GNOME 3.24. Dans les versions antérieures, les utilisateurs devaient se contenter de la version de GNOME publiée 6 mois auparavant.

## Logiciels fournis
Les développeurs ont apporté quelques modifications aux logiciels installés par défaut.
- Firefox remplace Epiphany
- LibreOffice remplace Abiword et Gnumeric
- L'Ubuntu Online Account n'est plus installé par défaut à partir de la version 13.10[6]

## Versions
- Ancienne version
- Version supportée
- Version à venir

| Version | Nom              | Date de réalisation | Support       | Remarques |
| ------- | ---------------- | ------------------- | ------------- | --- |
| 12.10   | Quantal Quetzal  | octobre 2012        |               | Première publication « Remix » |
| 13.04   | Raring Ringtail  | avril 2013          | Décembre 2013 | Première publication officielle |
| 13.10   | Saucy Salamander | Octobre 2013        | Mai 2014      | GNOME 3.8 intégré |
| 14.04   | Trusty Tahr      | Avril 2014          | Avril 2019    | GNOME 3.10 intégré |
| 14.10   | Utopic Unicorn   | Octobre 2014        | Juillet 2015  | - GNOME 3.12 intégré - Gnome-Weather et GNOME-Map sont installés par défaut |
| 15.04   | Vivid Vervet     | Avril 2015          | Décembre 2015 | GNOME 3.14 intégré |
| 15.10   | Wily Werewolf    | Octobre 2015        | Juillet 2016  | GNOME 3.16 intégré |
| 16.04   | Xenial Xerus     | Avril 2016          | Avril 2021    | - GNOME 3.18 intégré ; - La logithèque Ubuntu est remplacé par GNOME Software ; - Wayland sera disponible en version expérimentale ; - GNOME calendar est installé par défaut. |
| 16.10   | Yakkety Yak      | Octobre 2016        | Juillet 2017  | |
| 17.04   | Zesty Zapus      | Avril 2017          | Janvier 2018  | - GNOME 3.24 sera intégré. - Flatpak et les paquets Snaps sont intégrés |